# М-9 (электронно-вычислительная машина)
М-9 — советский нереализованный проект СуперЭВМ с производительностью около 108−109 операций/с, при производительности тогдашних ЭВМ около 10^5-10^6 операций/с. Проект был предложен в 1967 году, но так и не был создан ввиду отсутствия необходимых технологий. Частично вдохновил М-10.

## История
Идея была предложена в 1967 году для наблюдения за искусственными спутниками с Земли. Проект был разработан в рамках решения Комиссии Президиума Совета Министров СССР и приказа Минприбора СССР в качестве эскизной разработки системы Аврора и был назван «Октябрь», в честь 50-й годовщины Октябрьской революции. Однако проект был заброшен из-за отсутствия нужных технологий.

## Технические характеристики
Архитектура М-9 предполагала работу не с числовыми, а функциональными классами, однако с сохранением классов которые работают с числами. Также планировалось сделать сделать сетку 32×32 из процессоров со слаженной работой с помощью скалярного произведения векторов и суммарной работой в определённые такты благодаря общему тактовому генератору. Подобная сетка планировалась для использования картинной арифметики и работы с функциями.